# Rakietotorpeda

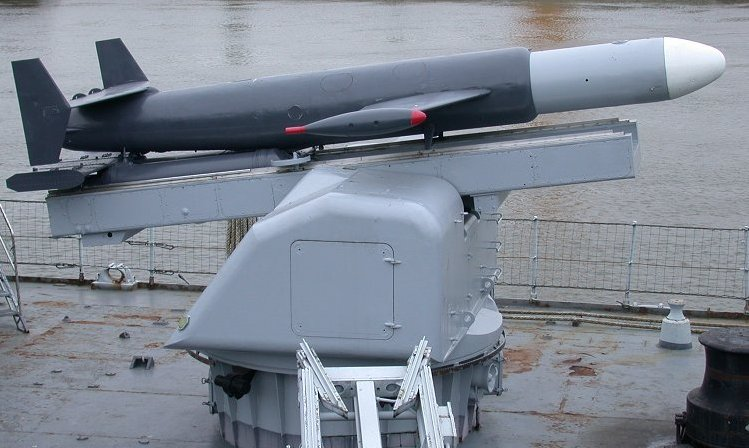
Wyrzutnia rakietotorped Malafon

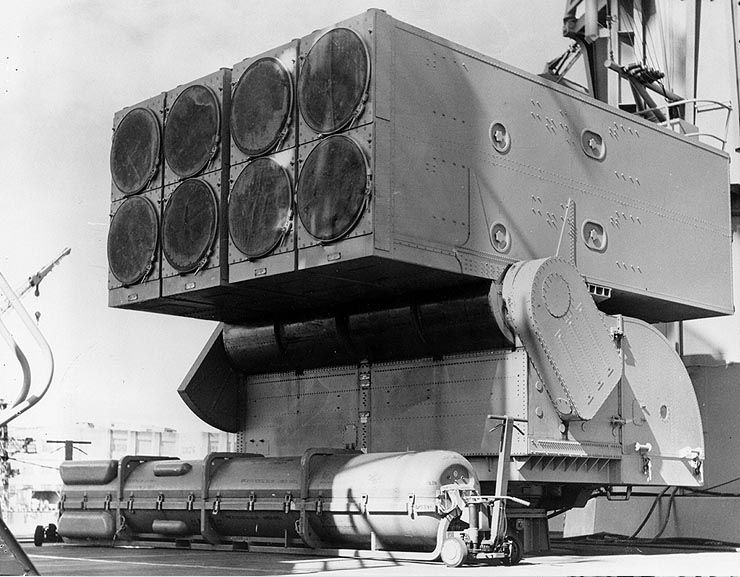
Typowa ośmioprowadnicowa wyrzutnia rakietotorped ASROC z lat 60. i 70

Rakietotorpeda – system uzbrojenia okrętów służący do zwalczania okrętów podwodnych. W jego skład wchodzi rakieta przenosząca torpedę.
Po wystrzeleniu z okrętu, rakietotorpeda napędzana silnikiem rakietowym leci na żądaną odległość, gdzie wpada do wody i uwalnia torpedę. Torpeda następnie poszukuje okrętu podwodnego i samonaprowadza się na niego. Zależnie od typu, rakietotorpeda po wystrzeleniu leci torem balistycznym (np. ASROC) lub jako pocisk skrzydlaty (np. Ikara, Malafon). Część rakietotorped zamiast torpedy może przenosić atomową bombę głębinową. 
Rakietotorpedy stanowią uzbrojenie części niszczycieli, fregat i krążowników rakietowych (profil lotu: woda – głębina wodna) oraz części okrętów podwodnych (głębina wodna – głębina wodna). Rakietotorpedy stanowiące uzbrojenie okrętów podwodnych wystrzeliwane są spod wody nad powierzchnię, po czym po przeleceniu zadanej odległości ponownie wpadają do wody. 
Rakietotorpeda umożliwia zwalczanie okrętów podwodnych na większych odległościach niż klasyczne torpedy lub miotacze bomb głębinowych – kilkanaście do kilkudziesięciu kilometrów od okrętu. Jest przy tym znacznie szybsza i zrzuca torpedę w pobliżu celu, co minimalizuje ryzyko, że okręt podwodny wykryje wystrzeloną torpedę i wykona skuteczny unik. Na współczesnych okrętach podobnymi możliwościami dysponują jeszcze śmigłowce pokładowe – dlatego rakietotorpedy jako broń rozpowszechniły się jedynie w średnim stopniu i nie we wszystkich marynarkach. 
Początkowo rozpowszechnienie zyskały rakietotorpedy w formie pocisków skrzydlatych z podwieszoną torpedą, jak francuski Malafon i australijsko-brytyjska Ikara. Wadami pocisków skrzydlatych jednak były duże rozmiary, wymagające dużych pojemników startowych lub mało praktycznych wyrzutni szynowych. Wymagały one też odpalania pod niewielkim kątem. Układ taki był dłużej rozwijany jedynie w ZSRR. Podstawowym układem konstrukcyjnym na świecie stały się natomiast pociski o układzie klasycznej rakiety, których drugi stopień stanowi torpeda, zapoczątkowane przez szeroko rozpowszechnione amerykańskie RUR-5 ASROC. Na starszych okrętach wystrzeliwane były z ośmioprowadnicowej wyrzutni kontenerowej, na nowszych – z uniwersalnych wyrzutni dla pocisków przeciwlotniczych Standard. Ich nowa wersja VL-ASROC wystrzeliwana jest z uniwersalnych wyrzutni pionowych (VLS). Część rakietotorped (zwłaszcza dla okrętów podwodnych) może być wystrzeliwana ze zwykłych wyrzutni torpedowych. 
Główne typy rakietotorped dla okrętów nawodnych (chyba że zaznaczono inaczej; w nawiasie data wejścia systemu do służby):
- RAT – USA, 1958;
- ASROC – USA, 1960?;
- SUBROC – USA – dla okrętów podwodnych;
- Ikara – Australia / Wielka Brytania, 1965?;
- Malafon – Francja, 1966;
- RPK-2 Wjuga (81R) (SS-N-15 Starfish) – ZSRR – dla okrętów podwodnych, 1969;
- PŁRK-3 Mietiel (84R) (SS-N-14 Silex) – ZSRR, 1972[3];
- RPK-6 Wodopad (83R, 84R) (SS-N-16 Stallion) – ZSRR – dla okrętów podwodnych i nawodnych, 1981;
- URK-5 Rastrub-B (85RU) (SS-N-14 Silex) – ZSRR, 1984;
- RPK-7 Wietier (86R, 88R) (SS-N-16 Stallion) – ZSRR – dla okrętów podwodnych, 1984.